# Palazzo Materi
Palazzo Materi è un antico palazzo situato di Grassano, in provincia di Matera. È sede del Comune di Grassano e del museo della famiglia Materi.
Sorge in pieno centro storico, in Corso Umberto I 138, ed è stato riconosciuto dal Ministero dei Beni Culturali come edificio "particolarmente importante".

## Storia
L'edificazione di Palazzo Materi si pone tra la fine del Settecento e l'inizio dell'Ottocento.
È stato per circa 150 anni, dalla sua costruzione fino alla prima metà del XX secolo la residenza dei Matéri, una delle famiglie di nobili latifondisti più note e ricche della Lucania.
Nel corso del XX secolo è stato saltuariamente abitato dagli eredi, la famiglia Vitale. Si deve in particolare a quest'ultima la donazione di vari arredi e suppellettili che ha consentito di ricostruire l'appartamento per come era nel XIX secolo.
Gravemente lesionato dal terremoto del 1980, il palazzo è stato negli anni successivi oggetto di un pregevole restauro, che lo ha riportato all'antico splendore. All'interno del palazzo è esposto un grande presepe di 40 m² ed altezza di 4,5 metri realizzato nel 2005 dall'artista locale Francesco Artese, con scorci della Grassano degli anni cinquanta e della civiltà contadina, e statuine in terracotta alte 30 cm vestite di abiti cuciti a mano.

## Architettura
L'edificio conta tre piani fuori terra.
La facciata presenta dettagli di stile sia barocco che neoclassico e sette balconi, tra cui spicca quello centrale del piano nobile, di dimensioni maggiori rispetto a quelle degli altri.
All'ingresso del palazzo vi è un portale recante lo stemma gentilizio della famiglia Materi.